# 微調整された宇宙
微調整された宇宙（びちょうせいされたうちゅう、英語: Fine-tuned universe）の特性は、宇宙での生命の起源が特定の基本的な無次元量物理定数の値に極めて敏感であり、観測された数値は、何らかの理由によりありそうもないほど絶妙に調整 (微調整) されていることを示唆している。現代の物理理論における特定の定数の何らかの値が、観測されたものとほんのわずかでも違っていたら、宇宙の進化は全く異なったものとして進行し、現在知られている生命の発生は不可能だったかもしれない。

## 歴史
1913年、化学者のローレンス・ジョセフ・ヘンダーソン (英語版) は、宇宙の微調整について探求した最初期の書籍の一つである「環境の適合性」(Fitness of the Environment) を著した。ヘンダーソンは生物にとっての水と環境の重要性について考察し、生命は地球の非常に特殊な環境要因、特に水の存在とその性質に完全に依存していることを指摘している。
1961年、物理学者のロバート・H・ディッケは、生命が宇宙において存在するためには、重力や電磁気等の物理学における特定の力を、完璧に微調整する必要があると主張した。1983年にはフレッド・ホイルがその著作「インテリジェント・ユニバース」(The Intelligent Universe) で、微調整された宇宙について論じた。「それなしでは炭素ベースの生物、ひいては人間の生命は存在できなかった人類の特性のリストは、膨大で印象的である。」とホイルは書いている。
微調整された宇宙への確信は、大型ハドロン衝突型加速器によって超対称性などの「標準模型を超える物理」の証拠が示されるのではないかという期待へとつながったが、2022年まで、調査可能なエネルギースケールにおいて超対称性の証拠となる結果は示されていない。

## 経緯

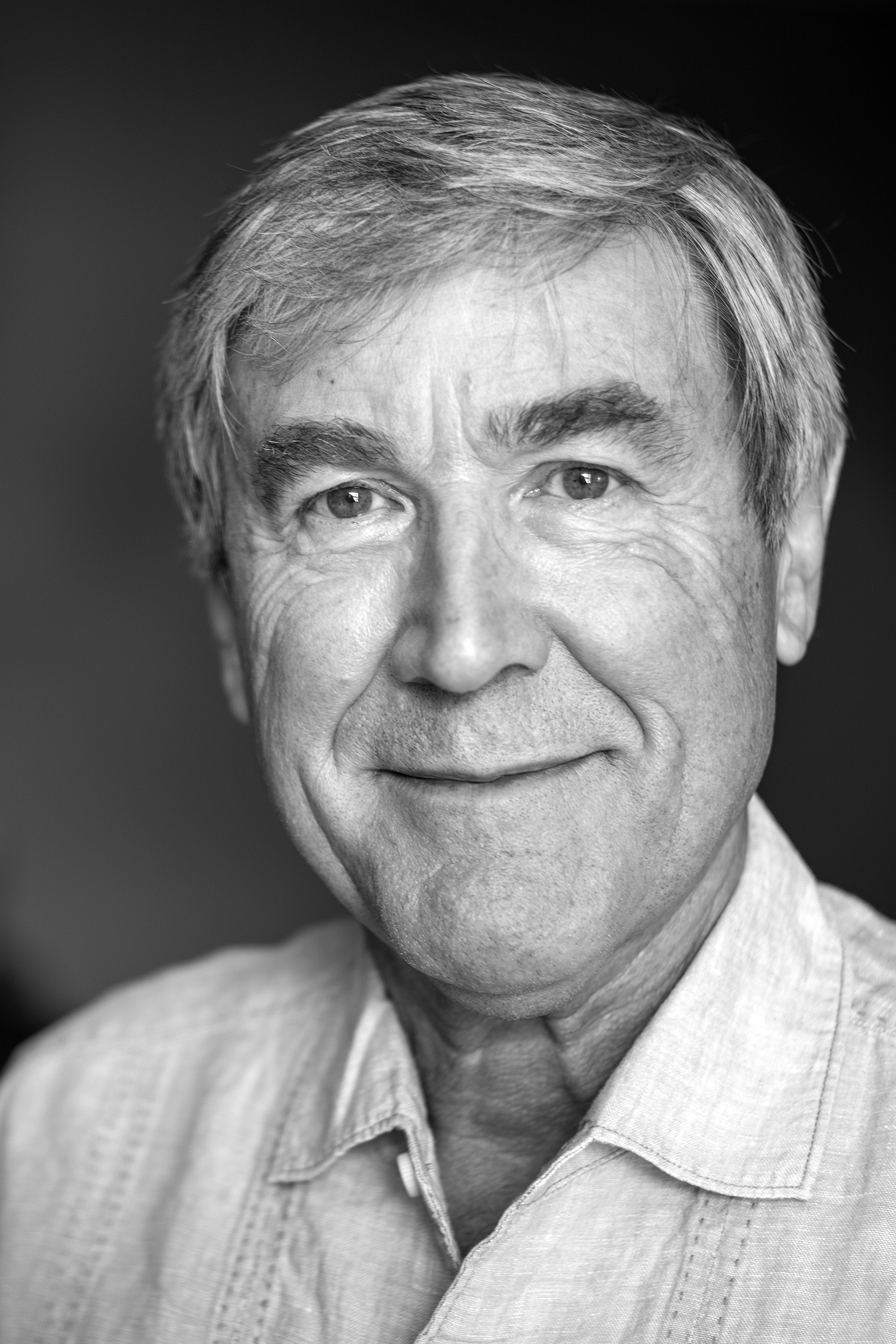
ポール・デーヴィス(2016)

物理学者のポール・デーヴィス(英語版) は、「現在物理学者と宇宙学者の間で、宇宙はいくつかの点で生命のために『微調整されている』という広範な合意がある」と述べている。しかし続けて、「結論としては、宇宙は生命のために微調整されているというよりも、むしろ生命が必要とする構成要素や環境に対して微調整されているということである。」と述べており、さらに「『人間原理』は、生命にとって最小限の親和性しかない宇宙と、生命誕生が頻繁に起こり生体親和性が高い宇宙を区別することができない。」とも言っている。この証拠に説得力があると考える科学者たちの間では、様々な自然主義 (哲学)による説が提案されている。例えば、人間原理に基づく生存バイアスを伴う多元宇宙論等である。
「微調整された宇宙論」の前提は、いくつかの物理定数のわずかな変化が、宇宙を劇的に変化させるということである。スティーヴン・ホーキングが指摘したように、「現在知られている科学の法則には、電子の電荷のサイズや陽子と電子の質量の比など、数多くの基本的な数値が含まれている。注目すべき事実は、これらの数値が生命の発達を可能にするために、非常に細かく調整されているように見えるということである。」
例えば、原子核内の陽子、中性子同士を結合している力である核力が現在より2％強かった場合、つまり、結合定数が2％大きかった場合、他の定数に変更がなければジプロトンは安定的に存在する。ポール・デーヴィスによると、この場合、重水素とヘリウムの代わりに水素が核融合反応を起こす。これは恒星に関する物理学を劇的に変化させ、地球上で観測されるものと同様の生命体の存在の可能性を、おそらく排除する。ジプロトンの存在により水素の重水素への核融合は簡易化し、宇宙の全ての水素はビッグバン後の最初の数分間で消費される。デーヴィスが唱えるこの説には他の物理学者からの異論があり、核力の増加が50％未満の場合安定的なジプロトンが存在しても、恒星核融合が起きうるという説もある。

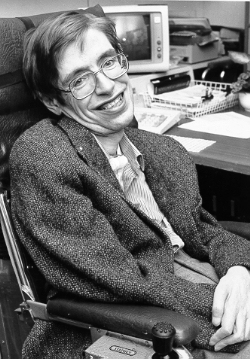
スティーヴン・ホーキング

このアイディアを正確に公式化するのは、独立した物理定数がいくつあるのかまだ明らかになっていない以上、困難である。素粒子物理学における標準モデルには自由に調整できる25のパラメータがあり、一般相対性理論にはもう一つ、ゼロでないことは知られているが、その値は非常に小さい宇宙の加速膨張に係る宇宙定数がある。しかし物理学者は経験的に成功した量子重力理論を開発していないため、標準モデルが拠りどころとする量子力学と一般相対性理論を組み合わせる既知の方法はない。標準モデルの根底にあると疑われる、より完全な理論の知識がなければ、真に独立した物理定数の数を決定的に数えるのは不可能である。いくつかの候補理論では、独立した物理定数の数は1程度の場合がある。例えば宇宙定数は基本定数である可能性があるが、他の定数からそれを計算する試みも行われており、その計算を行ったラリー・アボットによると、「宇宙定数の小さな値は我々に、素粒子物理学における標準モデルの全てのパラメータと素の宇宙定数、及び未知の物理学の間にある、極めて正確で全く予想外の関係があることを伝えている
。」

## 具体例

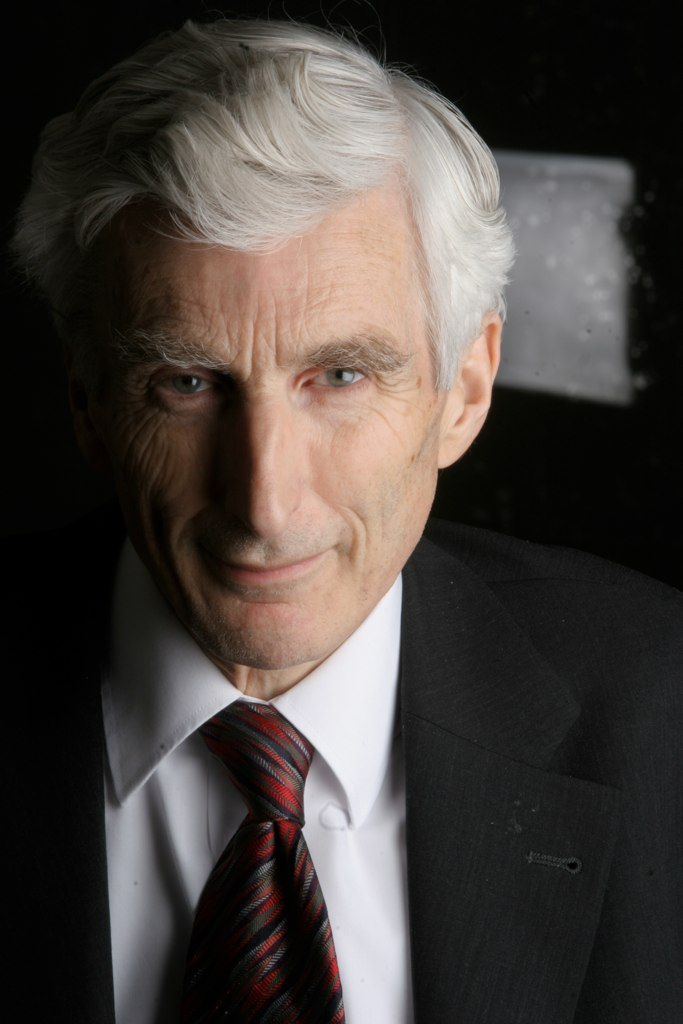
マーティン・リース(2005)

マーティン・リースは次の6つの無次元量物理定数から「微調整された宇宙」論を構築している。
- N - 二つの陽子間の重力に対する電磁力の比率は約1036である。リースによるとこの値が非常に小さかった場合、小規模で寿命が短い宇宙しか存在できなかった[16]。
- ε (エプシロン) - 水素からヘリウムへの恒星内元素合成効率の尺度であるε (エプシロン) は0.007である。すなわち、4つの核子が融合してヘリウムになるとそれらの質量の0.007(0.7％)がエネルギーに変換される。εの値の一部は原子核物理学でいう「強い相互作用」によって決定される[17]。εが0.006の場合陽子は中性子に結合できず、水素しか存在できないため、複雑な化学は成立しない。リースによるとεが0.008を超えていたら水素は存在しなかった。何故ならその場合全ての水素は、ビッグバンの直後に核融合したからである。しかしこの説には他の物理学者から異論が唱えられており、J・マクドナルドは、結合定数の増加が50％未満の場合実質的な水素は残存すると計算している[14][16]。
- Ω (オメガ) - 一般に宇宙の密度パラメータとして知られるΩ (オメガ) は、宇宙における重力と膨張エネルギーの相対的な重要性を示す。これは宇宙の質量密度と「臨界密度」の比であり、その値はおおよそ1である。ダークエネルギーや初期の宇宙の膨張に対して重力が強すぎたら、宇宙は生命が進化する前に崩壊していただろうし、逆に弱すぎたら星は形成されなかっただろう[16][18]。
- Λ (ラムダ) - 一般に宇宙定数として知られるΛ (ラムダ) は、ダークエネルギー密度が定数であるなどの特定の合理的な仮定が与えられた場合の、宇宙の臨界エネルギー密度に対するダークエネルギー密度の比率を表わす。プランク単位系において、また自然な無次元値として、Λは10−122程度である[19]。この値は非常に小さいため、全長10億光年未満の宇宙構造には大きな影響は与えない。しかし宇宙定数の値が僅かでも大きいと、星やその他の天文構造が形成できなくなるほど、急速に空間が膨張することになる[16][20]。
- Q - 大きな銀河が膨張するのに必要な重力エネルギーと、その質量に相当するエネルギーの比であるQは約10−5である。リースによれば、この値が小さすぎると星は形成されず、大きすぎると宇宙の変動が大きすぎて星は存在し続けられない[16]。
- D - 時空における空間次元の数は3であり、これをDと呼ぶ。リースは時空の次元が2または4だった場合、あるいは1以外の数だった場合、生命は存在できなかったと主張している[16]。さらにリースは、これは超弦理論における10次元時空の存在を否定しないとも述べている[2]。

### 炭素と酸素
一つのより古い例として、ホイル状態が挙げられる。これは炭素12原子核の3番目に低いエネルギーの状態であり、地上レベルで7.656MeVのエネルギーがある。ある計算によると、その状態のエネルギーレベルが7.3MeV未満、または7.9MeV超になると、生命を維持するのに十分な炭素が存在しないこととなる。さらに宇宙の炭素量を説明するには、ホイル状態ではその値が7.596MeVから7.716MeVの間で微調整されている必要がある。同様の計算では、様々なエネルギーレベルを生じさせる基礎となる基本的な定数に焦点を当て、炭素、または酸素の生産の大幅な低下を防ぐためには、原子核物理学における「強い相互作用」を少なくとも0.5％の精度で調整し、電磁力を少なくとも4％の精度で調整する必要があると結論付けている。

## 説明
「微調整」の説明のいくつかは形而上学的自然主義の観点から行われる。そもそも「微調整」は幻想かもしれない。より基本的な物理学は、物理パラメータが取りそうな値を制限することで、現在の我々の理解における見かけ上の「微調整」を説明する可能性がある。ローレンス・M・クラウスは以下のように述べている。「特定の量は説明がつかず、微調整されているように見えた。そして一度それらを理解すると、それほど微調整されているようには見えない。我々には歴史的視点が必要である。」将来的には最終的な基本理論、いわゆる「万物の理論」で、全てのパラメータの見かけ上の微調整を説明することができると主張する者もいる。
それでも現代の宇宙論の発展に伴い、隠された規定を推定しない様々な仮説が提案されてきた。その一つが多元宇宙論であり、そこでは我々の宇宙の外で、基本的な物理定数が異なる値を持つと仮定されている。この仮説では、現実の個々の部分が大きく異なる特性を持つこととなる。この場合「微調整」の出現は、「弱い人間原理」と「選択バイアス」(特に生存バイアス) の結果として説明される。つまり (我々のような) 生命を受け入れる基本的な定数を持つ宇宙だけが、宇宙を観察し、そもそも「微調整」問題を熟考できる生命体を内包することができたという考え方である。

### 多元宇宙論
我々の宇宙が数多くある宇宙の一つにすぎず、それぞれが異なる物理定数を持っているとすれば、我々が知的生命体を受け入れる宇宙にいることは、驚くべきことではない。したがって多元宇宙論のいくつかの仮説は、あらゆる「微調整」問題に関して、簡単な説明を用意している。
多元宇宙論の考え方は人間原理の重要な研究に関連があり、素粒子物理学者にとって特に興味深いものであった。なぜなら、「万物の理論」によると物理定数が大きく異なる多数の宇宙が明らかに存在するからである。まだ多元宇宙の存在を示す証拠はないが、いくつかの理論はM理論と重力リークの研究をしている一部の研究者による予測を行っており、彼らはすぐに証拠を見られることを望んでいる。ローラ・メルシーニ・ホートン (英語版) は、WMAPコールドスポットが多元宇宙のテスト可能な経験的証拠を提供できると主張した。この理論には、リー・スモーリンの宇宙論的自然選択説やエキピロティック宇宙論、バブル宇宙理論なども含まれる。

### トップダウン宇宙論
スティーヴン・ホーキングとトマス・ハートッホ (英語版) は、宇宙の初期状態は、量子力学における数多くの初期条件の「重ね合わせ」により構成されており、そのうちわずかな部分だけが今日見ることができる状況に寄与していることを提唱した。この理論によると、現在の宇宙は現在の状態に繋がった過去の歴史だけを「選択」しているため、我々の宇宙の「微調整された」物理定数を見つけざるを得ない。このようにトップダウン宇宙論は、物質と生命の存在を可能にする宇宙に我々自身を見つける理由について、多元宇宙論の存在論的アプローチとは異なる人類学的説明を提供する。

### 炭素優位主義
生命の形成に関する「微調整」の議論の中のいくつかは、炭素ベースの生命体の形成のみが可能であるとしており、これは炭素優位主義 (英語: Carbon chauvinism (英語版)) と呼ばれることがある。概念的には「代わりの生化学」、あるいは他の形態の生命も可能である。

### 地球外生命体による設計
仮説の一つに、地球外生命体が宇宙を設計したというものがある。これにより宇宙を「微調整」できるデザイナー、またはデザインチームがどのように存在するのかという問題が解決できると考える者もいる。宇宙論学者のアラン・グースは、人類はやがて新しい宇宙を創ることができると信じている。この論理によると、以前の知的存在が我々の宇宙を創り出した可能性もある。この考えは、地球外生命体であるデザイナー、またはデザインチームが彼ら自身の宇宙の進化過程の産物であり、それ自体が生命を維持できなければならないという可能性に繋がる。さらにこの考えはその宇宙がどこから来たのかという疑問を生み、「無限後退」へ繋がる。
天体物理学者のジョン・グリビン (英語版) による「デザイナー宇宙理論」は、高度な文明が意図的に多元宇宙の別の部分に宇宙を作り、ビッグバンを引き起こした可能性があることを示唆している。

## 宗教的弁証論
一部の科学者、神学者、哲学者、及び特定の宗教団体は、摂理または創造が「微調整」の原因であると主張している。

キリスト教の哲学者、アルヴィン・プランティンガ (英語版) は、単独で唯一の宇宙に適用されるランダムな機会は、なぜこの宇宙がどこかで (地球)、あるいはいつか (現在から数百万年以内) 、生命を支持できる精密な状態を持っているほど「幸運」であり得るのかという疑問を提起するだけであると主張している。
これらの明らかな、膨大な数の符合に対する反応の一つは、宇宙が個人的な神によって創造されたという有神論的主張を実証し、適切に抑制された有神論的議論の材料を提供している、つまり「微調整」の議論であるとみなすことである。我々の宇宙で生命の維持が可能になるためには、極めて狭い範囲で調整しなければならない膨大な数のダイアルがあるようである。これが偶然に起こることは稀だが、神のような存在がいる場合、起こる可能性ははるかに高くなる。—Alvin Plantinga、"The Dawkins Confusion: Naturalism ad absurdum"
哲学者でキリスト教弁証学者 (英語版) のウィリアム・レイン・クレイグ (英語版) は、この宇宙の「微調整」を、神、または宇宙を支配する基本的な物理学を操作（あるいは設計）できる何らかの形の知性 (インテリジェント・デザイナー) の存在の証拠として挙げている。  
哲学者で神学者のリチャード・スウィンバーン (英語版) は、ベイズ確率を活用してインテリジェント・デザインを支持する結論に至った。

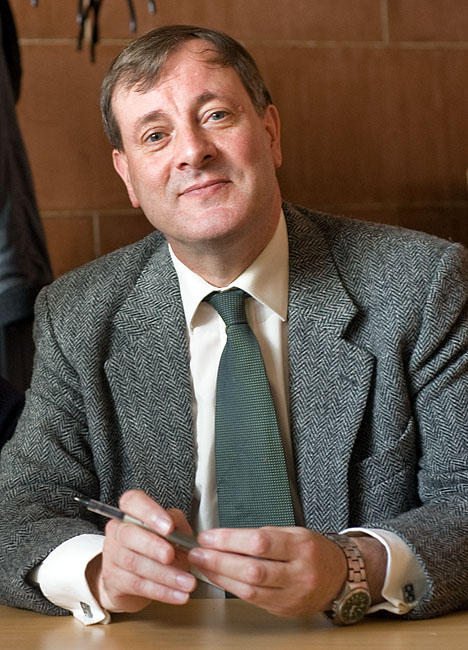
アリスター・マクグラス

科学者で神学者のアリスター・マクグラスは、炭素の「微調整」は自然界が自身をある程度まで調整できる能力に拠るものであることを指摘している。
生物学的進化のプロセス全体は、炭素の異常な化学反応に依存しており、それにより他の元素と同様にそれ自身と結合して、一般的な地上温度より安定し遺伝情報 (特にDNA) を伝えることができる非常に複雑な分子を作成する。(中略) 自然は自分自身の「微調整を」行うとの主張もあるが、これは宇宙の原始構成要素が進化プロセスを開始できるものである場合にのみ行うことができる。炭素の独自の化学反応は、自然がそれ自身を調整する能力の究極の基盤である。—McGrath, Alister E. (2009)、A Fine-Tuned Universe: The Quest for God in Science and Theology
理論物理学者で聖公会の司祭であるジョン・ポーキングホーン (英語版) は次のように述べている。
「人間原理による微調整は、ただの幸運な偶然とするにはあまりにも素晴らしい。」